# Okręg Karl-Marx-Stadt
Okręg Karl-Marx-Stadt (niem. Bezirk Karl-Marx-Stadt) – okręg administracyjny w dawnej Niemieckiej Republice Demokratycznej.

## Geografia
Okręg położony w południowej części NRD. Od południa graniczył z ČSSR i z RFN.

### Podział
- Karl-Marx-Stadt (do 1953 i od 1990 Chemnitz)
- Plauen
- Zwickau
- Johanngeorgenstadt (do 1957)
- Schneeberg (do 1958)
- Powiat Annaberg
- Powiat Aue
- Powiat Auerbach
- Powiat Brand-Erbisdorf
- Powiat Flöha
- Powiat Freiberg
- Powiat Glauchau
- Powiat Hainichen
- Powiat Hohenstein-Ernstthal
- Powiat Karl-Marx-Stadt
- Powiat Klingenthal
- Powiat Marienberg
- Powiat Oelsnitz
- Powiat Plauen
- Powiat Reichenbach
- Powiat Rochlitz
- Powiat Schwarzenberg
- Powiat Stollberg
- Powiat Werdau
- Powiat Zschopau
- Powiat Zwickau

## Polityka

### Przewodniczący rady okręgu
- 1952–1960 Max Müller (1899–1977)
- 1960–1963 Werner Felfe (1928–1988)
- 1963–1981 Heinz Arnold (1920-)
- 1981–1990 Lothar Fichtner (1934-)
- 1990 Albrecht Buttolo (Regierungsbevollmächtigter) (1947-)

### I sekretarzSEDokręgu
- 1952–1959 Walter Buchheim (1904–1979)
- 1959–1963 Rolf Weihs (1920-)
- 1963–1976 Paul Roscher (1913–1993)
- 1976–1989 Siegfried Lorenz (1930-)
- 1989–1990 Norbert Kertscher (1954-)